# Windows Workflow Foundation
Workflow foundation är en av de många nyheterna i det nya operativsystemet Windows Vista och .NET framework 3.0
Detta är en Microsoft-plattform för ärendehantering och finns som en egen runtime och som en del av flera olika produkter.